# Gortina (Słowenia)
Gortina – wieś w Słowenii, w gminie Muta. 1 stycznia 2017 liczyła 616 mieszkańców.